# Wasa-Teatern
Wasa-Teatern,  biograf på Viktoriagatan 2a i Göteborg, som öppnade 19 november 1920 och stängde 9 januari 1922. Ägare var Gustaf Smith.